# Taking Chances (2007)
Taking Chances e тринадесетият поред англоезичен албум на канадската супер звезда Селин Дион и тридесет и петият в цялостната ѝ кариера.
Това е първият ѝ студиен албум на английски от три години насам. Първият сингъл Taking Chances, написан от Кара Дио Гуарди, е изцяло рок ориентиран и представя едно ново звучене за Дион – по-силно и уверено на нова почва. Албумът е продуциран от Линда Пери, която е работила с такива изпълнители като Пинк, Кристина Агилера, Роби Уилямс и Енрике Иглесиас; други продуценти са Тимбаленд, Ни-Йо, Бен Мууди (бивш член на Evanescence) и други популярни имена в продуцентския бранш.
За албума Дион записва общо 19 парчета, 16 от които са включени в окончателната траклиста. Японското издание на албума ще съдържа и две от трите невключени песни като бонустракове.
Селин Дион ще промоцира албума и през предстоящото си световно турне което ще стартира през февруари 2008.

## Песни
| #                       | Заглавие                          | Дължина |
| ----------------------- | --------------------------------- | ------- |
| 1.                      | Taking Chances                    | 04:07   |
| 2.                      | Alone                             | 03:23   |
| 3.                      | Eyes On Me                        | 03:53   |
| 4.                      | My Love                           | 04:08   |
| 5.                      | Shadow of Love                    | 04:10   |
| 6.                      | Surprise Surprise                 | 05:14   |
| 7.                      | This Time                         | 03:47   |
| 8.                      | New Dawn                          | 04:45   |
| 9.                      | A Song for You                    | 03:27   |
| 10.                     | A World to Believe In             | 04:08   |
| 11.                     | Can't Fight the Feelin'           | 03:51   |
| 12.                     | I Got Nothin' Left (Дует с Ни-Йо) | 04:20   |
| 13.                     | Right Next to the Right One       | 04:10   |
| 14.                     | Fade Away                         | 03:17   |
| 15.                     | That's Just the Woman in Me       | 04:33   |
| 16.                     | Skies of L.A.                     | 04:24   |
| Бонус тракове за Япония |                                   |         |
| 17.                     | Map to My Heart                   | 04:15   |
| 18.                     | The Reason I Go On                |         |

- Map To My Heart е включена в CD сингъла Taking Chances като B-Side
- Let Me Be Your Soldier е записана, но не е издадена